# 御返地村
御返地村（ごへんちむら）は、昭和30年（1955年）まで岩手県二戸郡の北東部に存在していた村。現在の二戸市安比・足沢・似鳥・福田にあたる。

## 地理
- 河川：馬淵川

## 沿革
- 明治22年（1889年）4月1日 - 町村制施行にともない、安比村・似鳥村・福田村と上斗米村の一部（足沢）が合併して御返地村が発足。安比・似鳥・福田・足沢がそれぞれ御返地村の大字となる。
- 昭和30年（1955年）3月10日 - 福岡町（初代）・石切所村・斗米村・爾薩体村と合併し、福岡町（2代）となり、御返地村は廃止。

## 行政
| 代      | 氏名       | 就任                       | 退任                       | 備考 |
| ------- | ---------- | -------------------------- | -------------------------- | ---- |
| 1       | 千葉辰治   |                            |                            |      |
| 2       | 田口熊蔵   |                            |                            |      |
| 3       | 出堀武二郎 |                            |                            |      |
| 4       | 三上広吉   | 明治34年（1901年）10月11日 | 明治38年（1905年）10月10日 |      |
| 5       | 田口熊蔵   | 明治38年（1905年）10月11日 | 明治42年（1909年）10月10日 | 再任 |
| 6       | 千葉庄八   | 明治42年（1909年）10月11日 | 明治44年（1909年）3月12日  |      |
| 7 - 10  | 沢長助     | 明治44年（1911年）3月28日  | 大正13年（1924年）3月31日  |      |
| 11 - 14 | 千葉庄八   | 大正13年（1924年）4月1日   | 昭和11年（1936年）4月30日  | 再任 |
| 15 - 16 | 田口雄橘   | 昭和11年（1936年）5月1日   | 昭和19年（1944年）4月30日  |      |
| 17 - 18 | 千葉正夫   | 昭和19年（1944年）5月31日  | 昭和21年（1946年）9月13日  |      |
| 19      | 大手専治郎 | 昭和21年（1946年）11月26日 | 昭和22年（1947年）4月8日   |      |
| 20      | 小舘徳司   | 昭和22年（1947年）4月9日   | 昭和22年（1947年）10月3日  |      |
| 21 - 22 | 勝又真孝   | 昭和22年（1947年）12月1日  | 昭和30年（1955年）3月9日   |      |